# Florindo Corral
Florindo Corral (Neves Paulista, 7 de noviembre de 1949 - São Paulo, 4 de abril de 2020) fue un empresario brasileño. Fue el fundador de la Facultad de Americana (FAM). 

## Enfermedad y fallecimiento
Después de un viaje a Uruguay, le diagnosticaron COVID-19, una enfermedad del nuevo coronavirus. Como consecuencia falleció a los setenta años en el hospital privado de São Paulo durante dos semanas. La muerte fue consecuencia de una insuficiencia respiratoria grave causada por la enfermedad.
Florindo dejó a su esposa, dos hijas, yerno y tres nietas.